# Katrin Borchert
Pour les articles homonymes, voir Borchert.
Katrin Borchert, née le 11 avril 1969 à Waren (Müritz), est une kayakiste germano-australienne pratiquant la course en ligne.

## Palmarès

### Jeux olympiques de canoë-kayak course en ligne
- 1992 à Barcelone,  Espagne
  -  Médaille d'argent en K-4 500m
- 1996 à Atlanta,  États-Unis
  -  Médaille de bronze en K-2 500m
- 2000 à Sydney,  Australie
  -  Médaille de bronze en K-1 500m